# Hylaeus margaretae
Hylaeus margaretae är en biart som beskrevs av Hirashima och Osamu Tadauchi 1984. Hylaeus margaretae ingår i släktet citronbin, och familjen korttungebin. Inga underarter finns listade i Catalogue of Life.